# Bo Södersten
Ej att förväxla med Bo Södersten (företagsledare)
Bo Åke Södersten, född 5 juni 1931 i Grängesberg, död 5 september 2017 i Stockholm, var en svensk nationalekonom, professor och politiker (socialdemokrat).

## Biografi
Bo Södersten föddes i Grängesberg där fadern Wiktor Södersten, bördig från Söderbärke och släkten Gäfvert, var ordförande i Gruvettan under den stora strejken 1928. Han är också morbror till Lars Ramqvist och Anders Milton.
Södersten studerade vid Uppsala universitet och vid Stockholms universitet, bland annat hos Ingvar Svennilson. 1961–1962 studerade han vid Massachusetts Institute of Technology och University of California, Berkeley. 1964 disputerade han vid Stockholms universitet för filosofie doktorsgrad på avhandlingen A Study of Economic Growth and International Trade.
Södersten var professor i nationalekonomi vid Göteborgs universitet 1971–1977 och professor i internationell ekonomi vid Lunds universitet 1977–1996. Under åren 1979–1988 var han riksdagsledamot.  
Söderstens främsta forskningsområde var utrikeshandelsteori. Han var också en flitig deltagare i ekonomisk-politisk debatt. Södersten var under 1960- och 70-talen känd som en av Sveriges ledande vänsterekonomer.[källa behövs] Under 1980-talet började Södersten dock allt mer orientera sig högerut. Idag anses han ha stått för en marknadsliberal ekonomisk linje.[källa behövs] Under sent 1970-tal var han kritisk mot alltför generösa bostadssubventioner och under 1980-talet började han ifrågasätta vad han menade var ineffektivitet och slöseri inom svensk offentlig sektor.[källa behövs] 1989 tilldelades Bo Södersten tidningen Z:s och Jan Hugo Stenbecks Z-Priset. Han har även hävdat att Salvador Allendes ekonomiska politik var populistisk och undergrävde Chiles ekonomi.[källa behövs]
Bo Södersten var 1960–1983 gift med Astrid Wallin (född 1934) och från 1997 till sin död med Birgit Friggebo (född 1941). Han är gravsatt i Gustav Vasa kyrkas kolumbarium i Stockholm.